# Pantydia orthosiodes
Pantydia orthosiodes là một loài bướm đêm trong họ Erebidae.